# Шампо (Берн)
Шампо (фр. Champoz) — громада  в Швейцарії в кантоні Берн, адміністративний округ Бернська Юра.

## Географія
Громада розташована на відстані близько 36 км на північ від Берна.
Шампо має площу 7,2 км², з яких на 2,9% дозволяється будівництво (житлове та будівництво доріг), 46,6% використовуються в сільськогосподарських цілях, 50,3% зайнято лісами, 0,1% не є продуктивними (річки, льодовики або гори).

## Демографія
2019 року в громаді мешкало 164 особи (+7,2% порівняно з 2010 роком), іноземців було 3,7%. Густота населення становила 23 осіб/км².
За віковим діапазоном населення розподілялося таким чином: 24,4% — особи молодші 20 років, 61,6% — особи у віці 20—64 років, 14% — особи у віці 65 років та старші. Було 64 помешкань (у середньому 2,6 особи в помешканні).